# 衛武資訊
衛武資訊股份有限公司（WeBIM Services Co., Ltd.），從營造公司的建築資訊模型部，於2013年11月獨立出來，成立「衛武資訊股份有限公司」。總公司位於台北市中山區，初期是一家專為建築資訊模型（BIM）技術服務的工程資訊顧問公司，逐漸致力於把智慧建築納入智慧城市建設，運用BIM技術、資訊平台結合 IOT、Mobil devices、XR、Big Data、AI 等，企圖參與傳統建築業發展模式的改變趨勢。

## 歷史沿革
2013 年 11 月，從建國工程股份有限公司獨立，成立衛武資訊股份有限公司。
2019 年 1 月，「衛武資訊股份有限公司」員工持股超過 50%，成為員工控股的公司。
2020 年 2 月，成為 Autodesk 授權經銷商，除了得以銷售 Autodesk AEC 產品外，以 solution partner 為 Autodesk AEC 客戶進行加值服務。並同時取得聯強國際(股)軟硬體經銷權。
2020 年 3 月，自行研發的平台服務 WeBIMSync 上市，WeBIMSync 平台是基於 Autodesk 核心研發的 BIM 專案溝通管理平台。

## 榮譽
- 2011 年，獲得中華民國中國土木水利工程學會所舉辦之第一屆BIM技術優良獎優勝。
- 2013 年，獲得中華民國中國土木水利工程學會所舉辦之第二屆BIM技術優良獎優勝。[1]
- 2013 年，參加中國建築業建築信息模型（BIM）邀請賽，獲得「最佳協同及數據互用類二等獎」。[2]
- 2014 年，與建國工程股份有限公司合作參展「實構築 Tectonic Becoming Exhibition」。[3]

## 專利
- 立體建築模型管理系統及其方法（Stereo Building Model Managing System and Method Thereof）[4]
- 建築模型影像顯示系統及其方法（Building Information Model Display System and Method Thereof）[5]

## 出版
1. BIM專業顧問公司之BIM技術知識管理，《中國工程師學會會刊》，第88期，2013年，第120-129頁。[6]
2. 臺灣衛武營藝術文化中心BIM工程規劃運用及深化，《臺灣建築學會會刊雜誌》，第74期，2014年，第66-73頁。[7]
3. 衛武營藝術文化中心 - 施工細部規劃，《2014實構築》，2014年，第116-134頁。[8]

## 外部連結
- WeBIM Services 衛武資訊 （页面存档备份，存于）官方網站